# Zápisník alkoholičky
Zápisník alkoholičky je české psychologické drama režiséra Dana Svátka s Terezou Rambou v hlavní roli.

## Příběh
Mladý úspěšný pár, Míša a Ondřej, se přestěhují mimo Prahu k Ondřejovým rodičům. Ondřej pracuje v Praze a doma se téměř nevyskytuje. Dusná atmosféra soužití s tchyní a tchánem je pro Míšu nesnesitelná a postupně začne podléhat svodům alkoholu a propadat se do sociální izolace.

## Obsazení
| Tereza Ramba       | Míša   |
| Miloslav König     | Ondřej |
| Barbara Lukešová   | tchyně |
| Miroslav Hanuš     | tchán  |
| Martin Finger      | otec   |
| Gabriela Štefanová | matka  |
| Oskar Hes          | bratr  |
| Alžběta Malá       |        |

## Výroba
Film vznikl na motivy autobiografické knihy Michaely Duffkové, která za svůj internetový blog a později knižní deník získala v roce 2019 cenu Magnesia Litera. Navazuje na předchozí úspěšný snímek režiséra Dana Svátka Úsměvy smutných mužů, který vznikl také na motivy knihy Jaroslava Formánka.

## Ohlasy
Filmová kritika ocenila vynikající výkon Terezy Ramby v hlavní roli, filmu však vytýká povrchnost v zobrazení tématu alkoholismu. Hlavním důvodem kritiky je scénář Marty Fenclové a místy až exploatační přístup režiséra Dana Svátka.